# Era dos Extremos

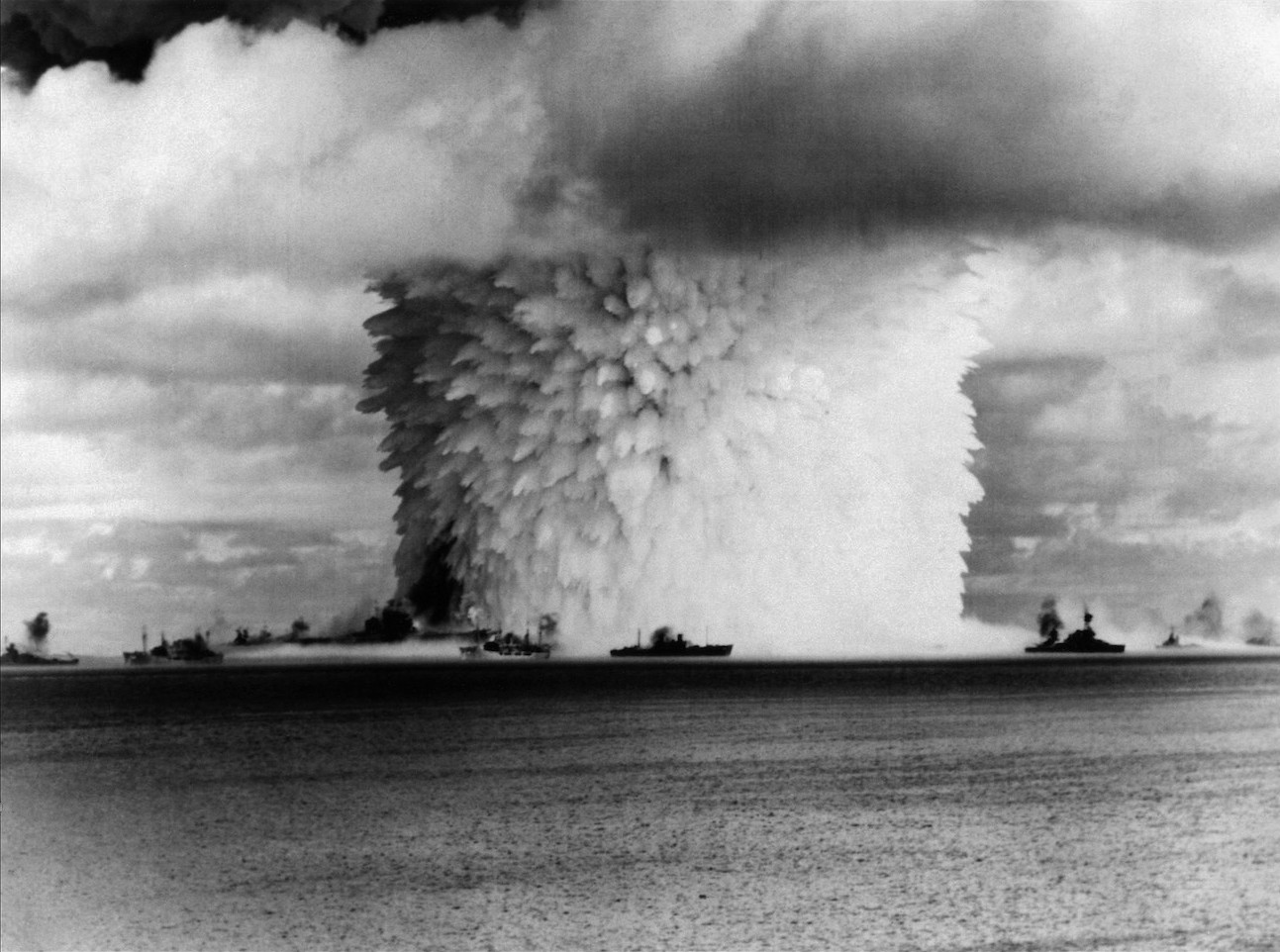
USS Saratoga (CV-3) e outros navios sendo atingidos pela explosão nuclear Crossroads Baker em 1946

O livro Era dos Extremos: o breve século XX, 1914–1991 é um livro de História escrito por Eric Hobsbawm em 1994 que discorre sobre o século XX, mais precisamente do início da Primeira Guerra Mundial em 1914 até a queda da União Soviética, no ano de 1991.

## Conteúdo
O século XX foi um período de grandes mudanças. Para Eric Hobsbawm, o século foi breve e extremado: sua história e suas possibilidades edificaram-se sobre catástrofes, incertezas e crises, decompondo o construído no longo século XIX. Aqui, porém, o desafio não é tanto falar das perplexidades de hoje, mas mergulhar nos acontecimentos, ações e decisões que desde 1914, constituíram o mundo dos anos 90, um mundo onde passado e futuro parecem estar seccionados do presente.
Somente Hobsbawm, com a concisão do historiador e a fina ironia de julgamento de quem viveu e pensou em compromisso com o período sobre o qual escreve, poderia enfrentar o desafio de compreender e explicar a articulação entre a primeira Sarajevo e os quarenta anos de guerra mundial, crises econômicas e revoluções da primeira metade do século, e a última Sarajevo, das guerras étnicas e separatistas, da precaridade dos sistemas políticos transnacionais e da reposição selvagem da desigualdade contemporânea.
Hobsbawm divide a história do século em três "eras". A primeira, "da catástrofe", é marcada pelas duas grandes guerras, pelas ondas de revolução global em que o sistema político econômico da URSS surgia como alternativa histórica para o capitalismo e pela virulência da crise econômica de 1929. Também nesse período os fascismos e o descrédito das democracias liberais surgem como proposta mundial. A segunda são os anos dourados das décadas de 1950 e 1960 que, em sua paz congelada, viram a viabilização e a estabilização do capitalismo, responsável pela promoção de uma extraordinária expansão econômica e de profundas transformações sociais. Entre 1970 e 1991 dá-se o "desmoronamento" final, em que caem por terra os sistemas institucionais que previnem e limitam o barbarismo contemporâneo, dando lugar a brutalização e dolares da política e à irresponsabilidade teórica da ortodoxia econômica e abrindo as portas para um futuro incerto.
Texto encontrado na capa do livro "Era dos Extremos: o breve século XX, 1914-1991", de Eric Hobsbawn da Companhia das Letras.